# Segesd (Románia)
Segesd (románul: Șaeș, németül: Schaas) település Romániában, Erdélyben, Maros megyében. Közigazgatásilag Apold községhez tartozik.

## Fekvése
Segesvártól 7 km-re délre fekszik, a DN106-os út mentén.

## Története
Első írásos említése 1302-ből maradt fenn Segus néven. További névváltozatok: Zegus (1309), Seges (1373), Schesz (1488), Schees (1506).
A hagyomány azt tartja, hogy Segesvár várát és városát a segesdiek alapították.
A 13. század végén plébániatemploma van. A templomot 1504–1508 között erődítették. Mivel a templom mennyezete beszakadt, 1818-ban lebontották, 1820-ban új templomot építettek.

## Lakossága
1850-ben 1004 lakosából 563 német, 240 román és 204 cigány volt. 1992-re a németek száma megfogyatkozott, 1112 lakosából 861 román, 155 cigány és csak 82 német volt.

## Nevezetességei
Evangélikus templomának értékei a régi templomból megmaradt 1520 körül készült oltár és a 14. századi gótikus bronz keresztelőmedence voltak, a keresztelőmedencét azonban 1994-ben ellopták. 1999-ben megkerült, ezt követően a segesvári hegyi templomba vitték át.

## Híres emberek
- Itt volt lelkész Josef Haltrich történész, néprajzkutató.